# Pushi (köpinghuvudort i Kina, Hunan Sheng, lat 28,08, long 110,10)
Pushi (kinesiska: 浦市, 浦市镇) är en köpinghuvudort i Kina. Den ligger i provinsen Hunan, i den södra delen av landet, omkring 280 kilometer väster om provinshuvudstaden Changsha. Antalet invånare är 51 290. Befolkningen består av 25 385 kvinnor och 25 905 män. Barn under 15 år utgör 18,0 %, vuxna 15-64 år 71 %, och äldre över 65 år 9,0 %.
Runt Pushi är det ganska tätbefolkat, med 248 invånare per kvadratkilometer. Närmaste större samhälle är Chenyang, 10,6 km sydost om Pushi. Trakten runt Pushi består till största delen av jordbruksmark.
Genomsnittlig årsnederbörd är 1 975 millimeter. Den regnigaste månaden är maj, med i genomsnitt 366 mm nederbörd, och den torraste är januari, med 43 mm nederbörd.